# Lucius Hedius Rufus Lollianus Avitus (Konsul 114)
Lucius Hedius Rufus Lollianus Avitus war ein im 1. und 2. Jahrhundert n. Chr. lebender Angehöriger des römischen Senatorenstandes. In den Militärdiplomen wird sein Name als Lucius Lollianus Avitus angegeben.
Durch Militärdiplome, die auf den 1. September 114 datiert sind, ist belegt, dass Avitus 114 zusammen mit Lucius Messius Rusticus Suffektkonsul war; die beiden übten dieses Amt im letzten Nundinium des Jahres aus. Durch eine Inschrift ist belegt, dass er Statthalter (Proconsul) der Provinz Asia war; vermutlich war er im Amtsjahr 128/129 Statthalter.
Sein gleichnamiger Sohn, Lucius Hedius Rufus Lollianus Avitus, war ordentlicher Konsul im Jahr 144.